# Karmeo
Karmeo is een bestuurslaag in het regentschap Batang Hari van de provincie Jambi, Indonesië. Karmeo telt 1770 inwoners (volkstelling 2010).